# Shinshoku ~Lose Control~
Shinshoku ~Lose Control~ (浸食 〜lose control〜?) è un brano musicale del gruppo musicale giapponese de L'Arc~en~Ciel, pubblicato come secondo singolo estratto dall'album Ray, l'8 luglio 1998, contemporaneamente ai singoli Honey e Kasō. Il singolo ha raggiunto la seconda posizione della classifica Oricon dei singoli più venduti in Giappone, rimanendo in classifica per venticinque settimane e vendendo 908 530 copie. Il singolo è stato ripubblicato il 30 agosto 2006. Il brano è stato incluso nella colonna sonora del film Godzilla del 1998.

## Tracce
CD Singolo KSC2-234
1. Shinshoku ~lose control~ (浸食) - 4:44
2. Shinshoku ~lose control~ (control experiment mix) (浸食) - 7:17

## Classifiche
| Classifica (1998) | Posizione più alta |
| ----------------- | ------------------ |
| Giappone (Oricon) | 2                  |